# Ruta Estatal de California 242
La Ruta Estatal de California 242, abreviada SR 242 (en inglés: California State Route 242) es una carretera estatal estadounidense ubicada en el estado de California. La carretera inicia en el Sur desde la I 680     en Concord en sentido Norte hasta finalizar en la SR 4     en Concord. La carretera tiene una longitud de 5,5 km (3.398 mi).

## Mantenimiento
Al igual que las autopistas interestatales, y las rutas federales y el resto de carreteras estatales, la Ruta Estatal de California 242 es administrada y mantenida por el Departamento de Transporte de California por sus siglas en inglés Caltrans.

## Cruces
La Ruta Estatal de California 242 es atravesada principalmente por los siguientes cruces: